# Мирошниченко Руслан Миколайович
Полковник Русла́н Микола́йович Мирошниче́нко (позивний «Санта») — український військовий і громадський діяч, дипломат, військовий аналітик, формувач інтернаціональних добровольчих підрозділів у складі Збройних Сил України під час російсько-української війни , формувач і командир 2-го Інтернаціонального Легіону оборони України з 19.11.2022 по 19.11.2024
Ветеран російсько-української війни, ветеран міжнародних миротворчих операцій з 25-ти річним досвідом у галузі Євроатлантичної інтеграції, реформування Збройних Сил України відповідно до стандартів НАТО, дипломатії та зовнішньоекономічної діяльності.
Фахівець у сфері оперативного планування, координації та менеджменту міжнародних відносин, організації цивільно-військового співробітництва, зв'язків з громадськістю та міжнародними організаціями в зоні миротворчих та військових операцій.

## Життєпис
Народився 28 вересня 1969 року у сім'ї військових у Полтавській області, с. Абрамівка. Зростав у місцях служби батька у Луганську, на Забайкаллі, на Закавказзі.
У 1976 році пішов у перший клас 25-ї школи міста Новодружеськ Лисичанського району. Згодом вчився у середніх школах міста Тбілісі.
У 1986 році став курсантом Київського вищого загальновійськового командного училища, яке закінчив у 1990 році. З 1990-го по 1992-й служив у Закавказькому військовому окрузі на посадах командира розвідувального взводу танкового полку та заступника командира роти.
У 1992 році добровільно вступив до лав Збройних Сил України та прийняв присягу на вірність народові України. З 1992 по 1997 служив у Київському інституті Сухопутних військ Збройних Сил України курсовим офіцером. З 1997-го по 2005-й служив у Генеральному штабі Збройних Сил України і Командуванні Сухопутних військ Збройних Сил України у системі міжнародного співробітництва, спрямованого на впровадження стандартів НАТО в українській армії. Брав активну участь у плануванні та проведенні міжнародних військових навчань у рамках програми «Партнерство заради миру» — як за кордоном, так і на території України. Працював над розробкою нормативних актів, які регламентують перебування підрозділів НАТО на території України в рамках міжнародних військових навчань.
Брав активну участь у формуванні структурних підрозділів міжнародного співробітництва у Сухопутних військах Збройних Силах України в період 2001—2005 років, ініціював удосконалення структури цивільно-військового співробітництва у складі українського контингенту Стабілізаційних сил в Іраку, створення структур цивільно-військового співробітництва в складі миротворчих контингентів Збройних Сил України відповідно до стандартів НАТО та брав безпосередню участь у процесах їхнього формування в період 2003—2008 років, керував напрямками міжнародного співробітництва та зовнішньо-економічних відносин у державних і комерційних структурах на керівних посадах і як представник за кордоном.
В період червень - липень 2003 року очолив групу взаємодії Генерального штабу Збройних Сил України з Генеральним штабом Війська Польського з питань формування українського миротворчого контингенту у складі багатонаціональної дивізії "Центр-Південь" у складі Міжнародних Сил Коаліції в Іраку.
У період серпень 2003 - лютий 2004 служив у складі українського миротворчого контингенту у складі багатонаціональної дивізії "Центр-Південь" у складі Міжнародних Сил Коаліції в Іраку керівником групи взаємодії між Коаліційною адміністрацією "Центр-Південь" і українським контингентом. Також виконував функції координатора проектів по відновленню цивільної інфраструктури в провінції Васіт Республіки Ірак.
У період з квітня по серпень 2004 року ініціював і розробив удосконалену структуру організації СІМІС (цивільно-військового співробітництва) українського миротворчого контингенту в Іраку і організував перші курси СІМІС при Національній академії оборони України
У 2004-му році очолив Управління міжнародного військового співробітництва Командування Сухопутних військ Збройних Сил України, яким керував до вересня 2005 року.
У 2005 році звільнився за станом здоров'я в наслідок поранень, отриманих на Кавказі та в Іраку. В тому ж 2005 році ініціював проєкт зі створення в Збройних Силах України системи цивільно-військового співробітництва й отримав підтримку цієї ініціативи від першого заступника Міністра оборони України Леоніда Ігоровича Полякова. В період з 2006 по 2008 роки активно працював у складі робочої групи Міністерства оборони України та Генерального штабу Збройних Сил України з формування нормативних документів, які регламентують створення і розвиток системи цивільно-військового співробітництва в ЗСУ. Є автором першої в історії України Концепції розвитку цивільно-військового співробітництва в Збройних Силах України.
З 2008 по 2009 рік очолював Торговельно-економічну Місію при Посольстві України в Державі Кувейт в дипломатичному ранзі «перший секретар — державний службовець 6 рангу».
З 2009-го по 2011-й займався громадською діяльністю з підвищення патріотичної свідомості молоді.
З 2011 по 2013 працював у країнах Африки в гуманітарних проєктах під егідою ООН.
З 2013 по 2016 рік працював в Іраку — над просуванням економічних інтересів України в регіоні.
З 2016 по 2018 ініціював і реалізував за власний кошт і гроші партнерів просвітницькі та соціальні проєкти розвитку соціальної та патріотичної активності молоді в Луганській області.
В червні 2018 року відновився в Збройних Силах України та очолив службу цивільно-військового співробітництва в Сухопутних військах Збройних Сил України, якою керував до липня 2021 року. Є співавтором низки нормативно-правових документів, які регламентують функціонування системи цивільно-військового співробітництва в Збройних Силах України. Є ініціатором і координатором численних проектів з національно-патріотичного виховання молоді у співпраці з Міністерством культури та інформаційної політики України.

З 2021 по 2022 очолував інформаційні проекти з національно-патріотичного виховання молоді під егідою Міністерства культури та інформаційної політики України.

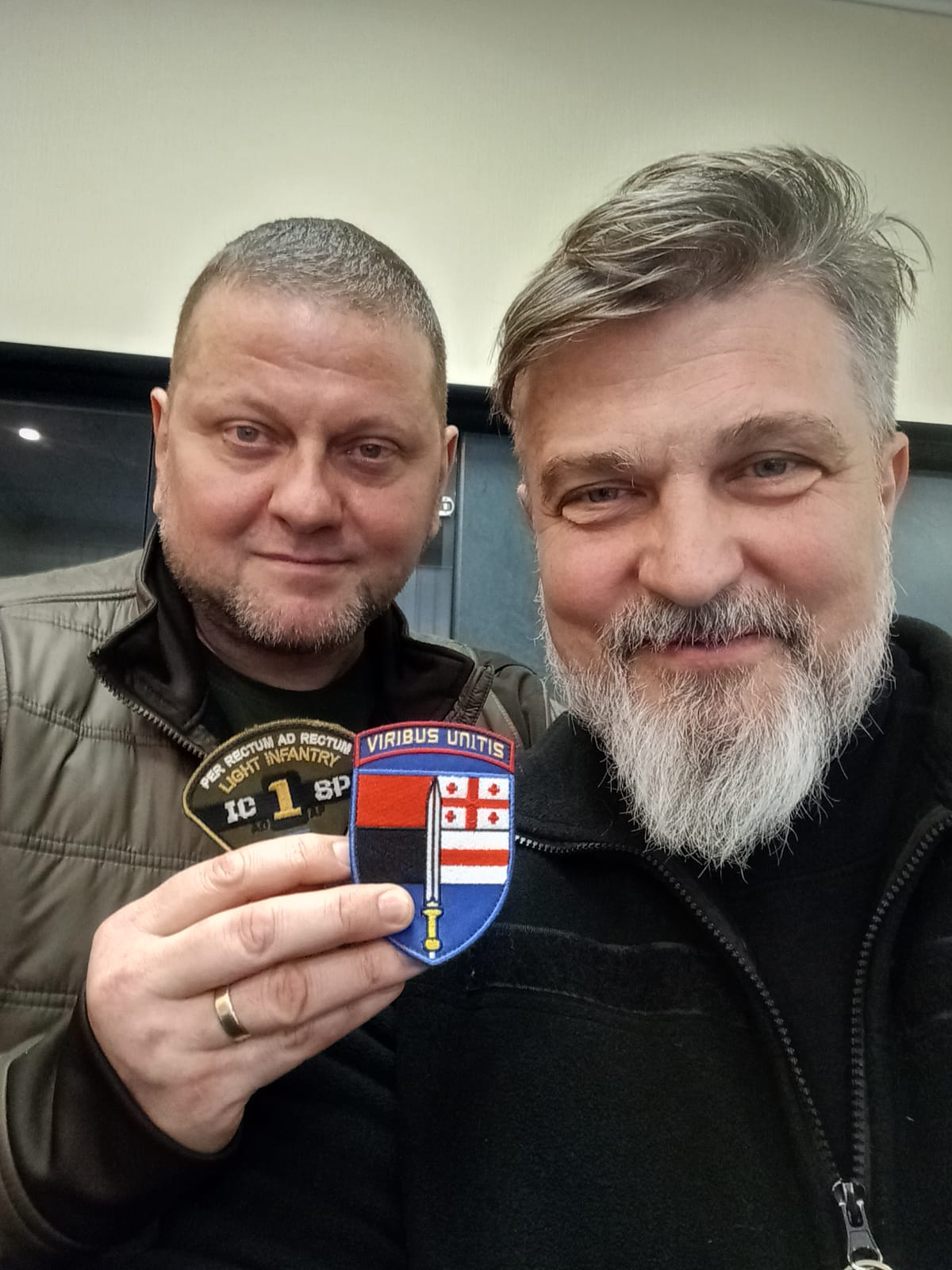
Полковник Руслан Мирошниченко та Генерал Валерій Залужний під час прийняття рішення про формування 2-го Інтернаціонального Легіону оборони України

24 лютого 2022 року, з початку повномасштабного вторгнення Росії в Україну, добровільно відновився в Збройних Силах України в штабі Командування Сил територіальної оборони Збройних Сил України та взяв участь в обороні Києва, у період березень - травень 2022 року ініціював курс підготовки малих підрозділів ТРО за допомоги британських інструкторів, керував проектом, який охопив понад 200 бійців особового складу стрілецьких відділень з батальйонів ТРО бригади Сил ТРО ЗСУ міста Києва.
У травні 2022-го добровільно перевівся зі штабу Сил ТРО ЗСУ у бойову 1-шу окрему бригаду спеціального призначення ім. Івана Богуна. В бригаді Богуна сформував першу інтернаціональну роту, з якою у період червень - липень 2022-го брав участь в обороні Лисичанська та боях за Сіверськ Луганської області.
В боях за м. Лисичанськ став виконувати обов'язки  заступника командира 517-го об СпП 1-ї обр СпП ім. Івана Богуна, а під час боїв за Сіверськ  був офіційно призначений на цю посаду. Весь серпень 2022 р брав участь в організації оборони м. Семенівка.
У вересні 2022 року був призначений заступником командира 2-го Інтернаціонального Легіону оборони України Сухопутних військ Збройних Сил України
22 вересня 2022 року ініціював формування 2-го Інтернаціонального Легіону "з нуля", попри офіційну непріоритетність формування цієї військової частини.
29 листопада 2022-го очолив 2-й Інтернаціональний Легіон і, за особистої підтримки генерала Валерія Залужного, отримав офіційний дозвіл на комплектацію 2-го Інтернаціонального Легіону оборони України Сухопутних військ Збройних Сил України українськими та іноземними добровольцями.
За період лютий - березень 2023 року сформував першу тактичну групу СпП, яка з квітня 2023 року ефективно виконує бойові завдання на Півночі України.
16 червня 2023-го сформував і очолив другу тактичну групу СпП, за рік побудував батальйонний район оборони і ефективно тримав оборону на Кремінському напрямку з червня 2023 по серпень 2024.
По 19 листопада 2024 року очолював 2-й Інтернаціональний Легіон оборони України Сухопутних військ Збройних Сил України

## Освіта
- 1986 —1990 — Київське вище загальновійськове командне училище ім. М.В. Фрунзе Спеціальність: Командна тактична мотострілецьких військ. Спеціалізація - військова розвідка;
- 1994 —1996 — Курс військових перекладачів, Київський інститут Сухопутних військ (англійська мова);
- 1997 — Курс офіцерів штабів НАТО, оборонний коледж Нідерландів, Делфт, Нідерланди;
- 1998 — Курс англійської мови, Школа іноземних мов МО Великобританії, Оборонна академія Великої Британії[en];
- 1999 — Міжнародний курс офіцерів штабу з питань стратегічного планування та управління, Оборонний коледж Нідерландів;
- 2001 — Курс військових спостерігачів ООН, Навчальний миротворчий центр Збройних Сил Нідерландів;
- 2001 — Курс штабних офіцерів для Об'єднаних оперативно-тактичних сил НАТО, Регіональне командування НАТО у Північній Європі;
- 2006 — Курс цивільно-військового співробітництва, Центр багатонаціональних операцій, Національний університет оборони України ім. Черняхівського;
- 2006 — 2011 — Українсько-Арабський Інститут міжнародних відносин та лінгвістики ім. Авероеса, Міжнародна академія управління персоналом. Диплом з відзнакою: магістр політології міжнародних відносин.
- 2020 — Національний Університет оборони ім. Черняхівського, отримав вищу військову освіту оперативно-тактичного рівня і кваліфікацію «професіонал у галузі оперативного планування і управління», курс L3 англійською мовою.

## Кар'єра в державних структурах
- 1986—1991 служба в радянській армії;
- 1992—2005, 2018—2021; 24.02.2022 - 19.11.2024: служба в Збройних Силах України;
- 2007—2008 державна служба в Дніпровській районній державній адміністрації міста Києва та КМДА у сфері міжнародних відносин;
- 2008— державна служба в Міністерстві оборони України в сфері розвитку системи цивільно-військового співробітництва в Збройних Силах України;
- 2008—2009 дипломатична служба в Посольстві України в Державі Кувейт на посаді Голови торговельно-економічної місії;
- 2018—2021 керівництво Службою Цивільно-Військового Співробітництва в Сухопутних військах Збройних Сил України
- 2021—2022 керівництво проєктами Державного підприємства «Центр захисту інформаційного простору України» Міністерства культури та інформаційної політики України.
- 2022 — 2024 служба у ЗСУ та командування 2-й Інтернаціональний Легіон оборони України Сухопутних військ Збройних Сил України

## Громадська діяльність
2005-2008: Розробник, ініціатор та керівник проекту Центру дослідження армії, конверсії і роззброєння з надання консультативної допомоги Міністерству оборони України та Генеральному штабу Збройних Сил України в створенні нового виду оперативного забезпечення в ЗС України — цивільно-військове співробітництво (civil-military cooperation/ CIMIC), відповідно до стандартів НАТО. Проєкт здійснювався виключно за ініціативи Руслана Мирошниченка на громадських засадах. Руслан Мирошниченко отримав підтримку першого заступника Міністра оборони України Полякова Леоніда Ігоровича, як консультант з питань розвитку системи цивільно-військового співробітництва в Збройних Силах України, він ініціював створення робочої групи в Міністерстві оборони України з питань розвитку системи цивільно-військового співробітництва в Збройних Силах України, надавав консультації щодо функцій цивільно-військового співробітництва в Збройних Силах України; добровільно і безкоштовно перекладав керівні документи НАТО та країн-членів НАТО щодо цивільно-військового співробітництва українською мовою; читав лекції щодо цивільно-військового співробітництва на миротворчих курсах в Національному інституті оборони ім. Черняхівського; активно брав участь у семінарах з оборонної реформи в Україні та за кордоном; ініціював розробку політики розвитку цивільно-військового співробітництва в Збройних Силах України; в січні 2008 року отримав запрошення від Міністра оборони України розробити першу в історії Збройних Сил України Концепцію розвитку цивільно-військового співробітництва в Збройних Силах України та зайняв посаду в Департаменті гуманітарної політики Міністерства оборони України із задачею розробити зазначену Концепцію, яку було успішно погоджено та затверджено Міністром оборони України у січні 2009 року.
2016-2017: За власної ініціативи проводив уроки з протимінної безпеки в дитячих садочках та середніх школах Луганської області, впроваджував проєкти з відновлення інфраструктури освіти, які постраждали від бойових дій в Луганській області, за власний кошт і фінанси партнерів, проводив уроки з національно-патріотичного виховання у школах міста Лисичанськ.
2017-2018: Віце-президент ГО «Молодіжний Центр Атлантичної Ради України», ініціював програму молодіжного лідерства в низці середніх шкіл Луганської області (м. Лисичанськ, м. Новодружеськ) за власний кошт, а згодом — за фінансової підтримки НАТО. У 2018 Ініціював безкоштовні курси англійської мови для дітей з малозабезпечених сімей м. Лисичанськ за підтримки Посольства США в Україні; за власною ініціативою реалізував проєкти з національно-патріотичного виховання та з підвищення соціальної активності молоді в Луганській і Донецькій областях, організовував спільні проєкти зі Збройними Силами України, спрямовані на підвищення довіри місцевого населення Луганщини і Донеччини до Збройних Сил України. Сприяв створенню низки молодіжних організацій на Луганщині соціальної та патріотичної спрямованості.
2016 - 2021: співпрацював з такими міжнародними організаціями:
- International Committee of the Red Cross;
- Red Cross of Ukraine;
- UN OCHA Ukraine;
- USAID Ukraine;

## Досвід участі в міжнародних операціях

Українці Миротворці в Іраку. Карта операцій.

2003—2004 роках брав участь у стабілізаційній операції в Іраку, південно-центральний регіон.
Координував зв'язок між коаліційною адміністрацією та українським миротворчим контингентом.
Виступав як менеджер та координатор проєктів з розвитку цивільної інфраструктури та цивільно-військового співробітництва (CIMIC) у провінції Васіт в південно-центральному регіоні Іраку.
Займався виявленням чинників нестабільності (політичних, релігійних, економічних, екологічних, соціальних тощо), підготовкою рекомендацій командувачу українським контингентом щодо цивільно-військових операцій в українській зоні відповідальності.
Співпрацював з USAID, неурядовими організаціями та органами місцевого самоврядування щодо проєктів з розвитку інфраструктури.
Керував проєктами з відновлення цивільної інфраструктури в провінції Васіт.
Під час повернення з району завдань 6 лютого 2004 року колона, якою керував підполковник Мирошниченко, потрапила в засідку. Перша машина опинилася під щільним обстрілом бойовиків. Підполковник Мирошниченко і майор США Дебра Харрісон отримали поранення, але продовжили керувати виведенням колони з під обстрілу. Завдяки рішучим діям офіцерів більше ніхто не постраждав і особовий склад прибув до бази неушкодженим та зі вцілілою технікою.

## Участь в АТО-ООС

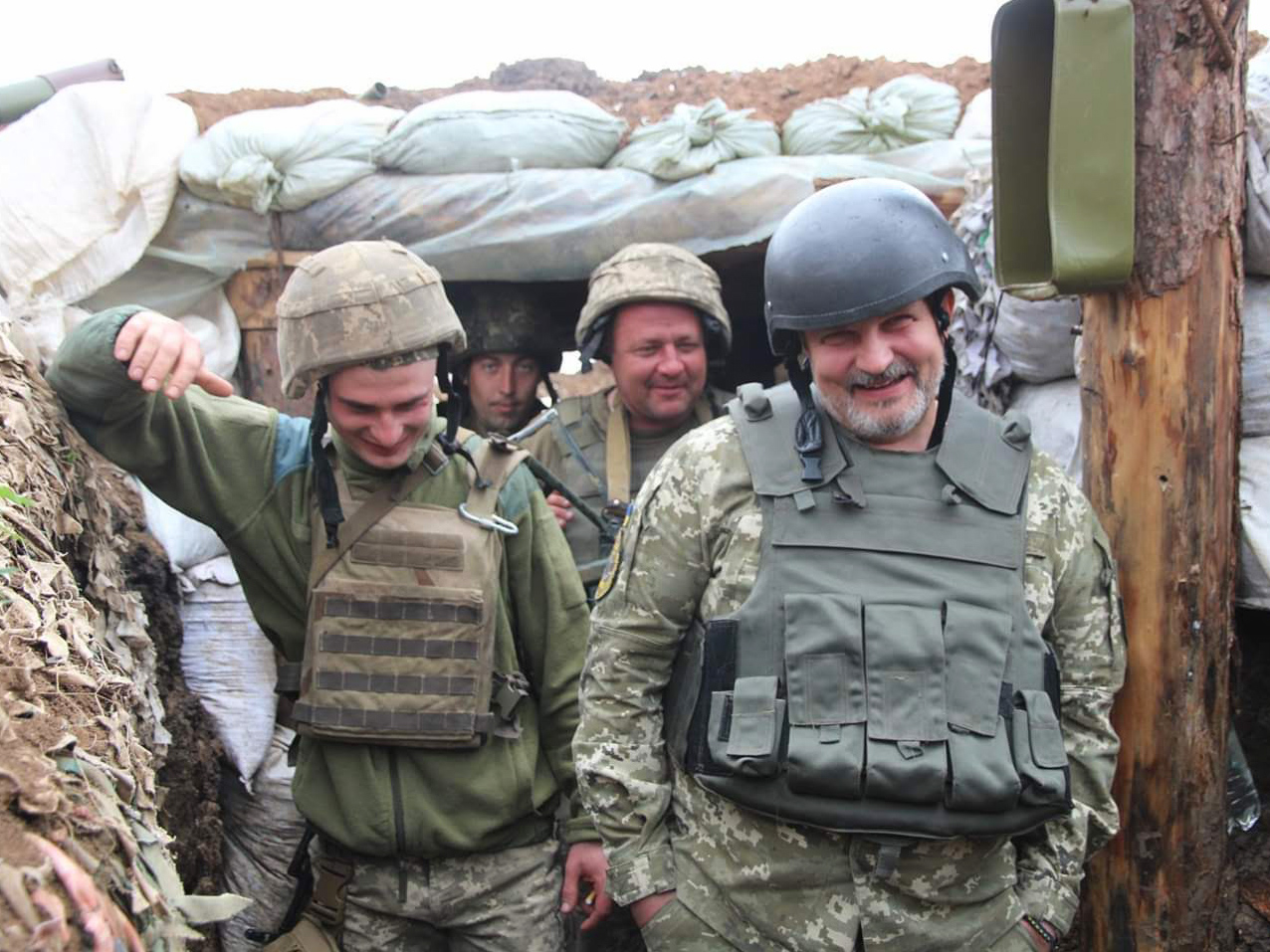
Полковник Руслан Мирошниченко на передньому краї біля нп Кримське (Луганська обл.), 2019

У 2018 році прийняв пропозицію Командувача Сухопутних військ Збройних Сил України відновитися у Війську і очолити напрямок цивільно-військового співробітництва в Сухопутних військах Збройних Сил України.
Брав активну участь в удосконаленні нормативних документів, які регламентують розвиток та діяльність цивільно-військового співробітництва в Україні.
У період 2018 - 2021 більшість часу провів у Луганській та Донецькій областях реалізовуючи проекти цивільно-військового співробітництва, більшість з яких була спрямована на зміцнення довіри молоді до Збройних Сил України.
У 2019 році з березня по вересень був відряджений до району проведення операції Об'єднаних сил на посаду заступника начальника штабу командування Об'єднаних Сил зі стратегічних комунікацій. За цей час удосконалив роботу структурних підрозділів стратегічних комунікацій ООС у взаємодії з військово-цивільними адміністраціями. По завершенню відрядження ініціював реструктуризацію системи стратегічних комунікацій в Сухопутних військах Збройних Сил України, яку було впроваджено Командувачем Сухопутних військ Збройних Сил України.
Наприкінці 2019 очолив відділ цивільно-військового співробітництва штабу командування Сухопутних військ Збройних Сил України.
За період з 2018 по 2021 рік ініціював та реалізував численні інформаційні проєкти національно-патріотичної спрямованості спільно з Міністерством культури і інформаційної політики України, Міністерством освіти і науки України, які сприяли підвищенню національно-патріотичної свідомості української молоді.
У червні 2021 року, по завершенню контракту зі Збройними Силами України, очолив проєкт Міністерства культури та інформаційної політики України.

## Повномасштабне вторгнення
23 лютого 2022-го добровільно відновився у Збройних Силах України і наступного дня очолив відділ міжнародного співробітництва штабу командування Сил територіальної оборони Збройних Сил України, з перших днів повномасштабного вторгнення російських окупантів брав участь у заходах оборони Києва і, за своєю ініціативою, в заходах евакуації цивільного населення з м. Ірпінь.
У березні-квітні 2022-го ініціював курс підготовки малих підрозділів батальйонів ТРО Київської 112 окремої бригади ТРО за підтримки британських інструкторів, що дозволило до кінця квітня 2022-го підготувати до 20-ті злагоджених відділень (понад 200 о/с) та понад 30-ти сержантів-інструкторів.
По завершенню курсу звернувся до командувача ТРО з проханням переведення до бойового підрозділу на будь-яку посаду і отримав відмову. За сприянням командира 1-ї бригади спеціального призначення ім. Івана Богуна, отримав дозвіл на переміщення на посаду офіцера цивільно-військового співробітництва штатно-посадової категорії «старший лейтенант», і, незважаючи на звання полковника, прийняв пропозицію. Одразу по прибуттю в бригаду очолив проєкт створення інтернаціональних взводів, який розвинувся до створення Першої інтернаціональної роти, яку було сформовано у період з 04.05 по 20.06.2022 року, і яку одразу було відправлено на оборону м. Лисичанськ, а згодом - селища Григорівка, що під м. Сіверськ.
Руслан Мирошниченко звернувся з проханням до комбрига супроводжувати роту до району виконання завдань і отримав дозвіл. З 22.06.2022 по 30.06.2022 брав участь в боях за Лисичанськ. 30.06.2022 за наказом командування здійснював організований відхід роти в напрямку Сіверська, де отримав завдання оборони села Григорівка, яке перша інтернаціональна рота успішно боронила до 02.08.2022. Під час боїв за Григорівку 08.07.2022 отримав призначення на посаду заступника командира 517 окремої бригади СпП 1 обр СпП ім. Івана Богуна.
З серпня по вересень 2022 року виконував обов'язки заступника командира 517 окремого батальйону 1-ї окремої бригади спеціального призначення ім. Івана Богуна з виконання бойових завдань з організації оборони на кордоні з російською федерацією у Чернігівській області.

## 2 Інтернаціональний Легіон

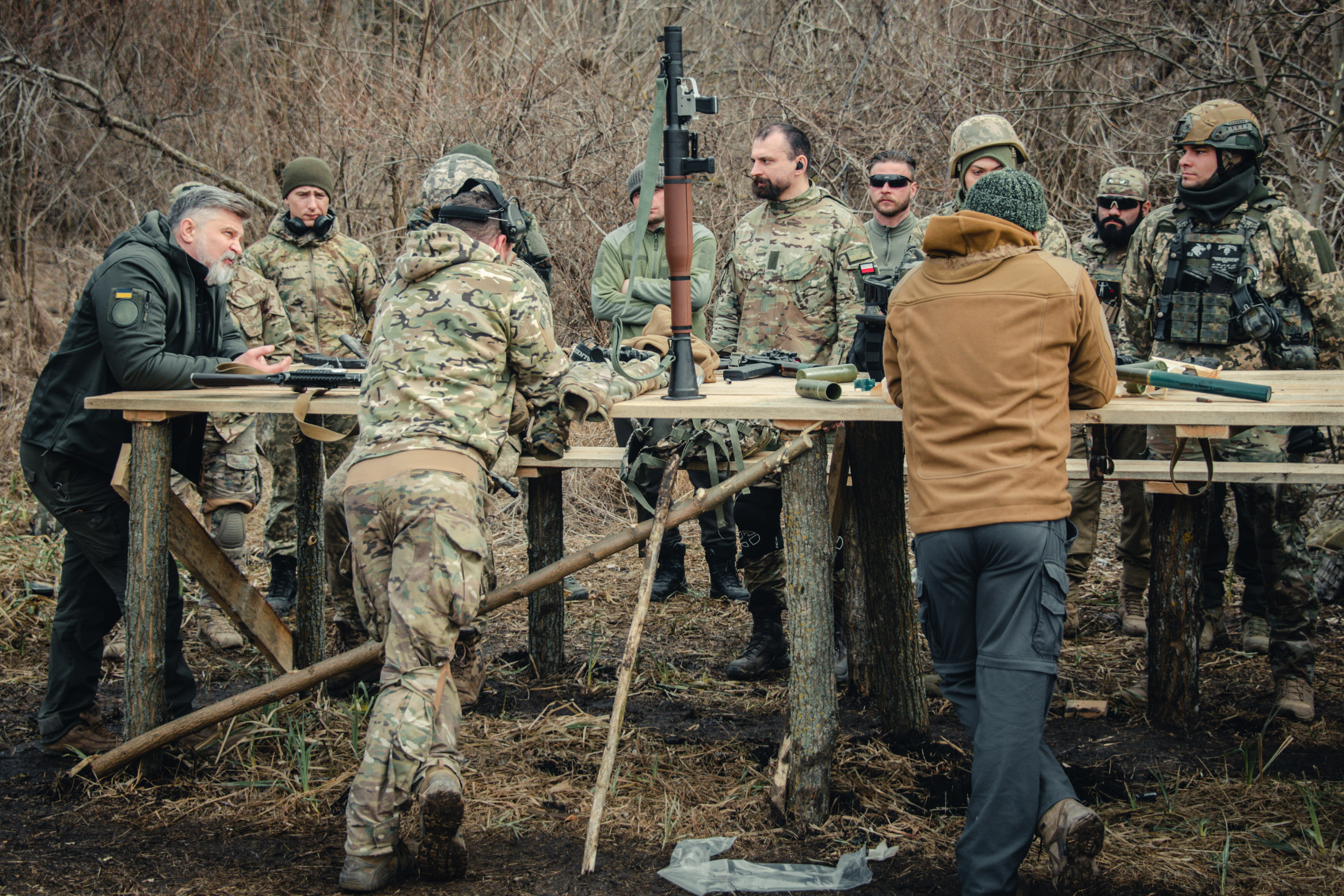
Командир батальйону Руслан Мирошниченко та бійці 2 Інтернаціонального Легіону під час брифінгу. 2024. Донеччина.

У вересні 2022 року був призначений на посаду заступника 2-го Інтернаціонального Легіону оборони України, який на той час налічував 4 особи та був батальйоном резерву, який не належав до пріоритетів комплектування і фактично не поповнювався і не формувався.
Полковник Руслан Мирошниченко звернувся до Командувача Сухопутних військ Збройних Сил України та Головнокомандувача Збройних Сил України з проханням отримати дозвіл на формування повноцінної бойової частини та дістав згоду на його комплектацію особовим складом.
У листопаді 2022-го очолив 2 Інтернаціональний Легіон оборони України.
У березні 2023 року сформував тактичну групу на базі 2-го Інтернаціонального легіону, яка виконує бойові завдання у складі Сил оборони на півночі України з квітня 2023 року.
У травні - червні 2023 року сформував тактичну групу 2 Інтернаціонального легіону для виконання бойових завдань на найгарячішому напрямку східного фронту, яку очолив 16 червня 2023 року.
Протягом 2023—2024 років у лавах 2 Інтернаціонального Легіону воювали добровольці з понад 30 країн світу. За період з червня 2023 по липень 2024, поступово, по мірі укомплектування підрозділу, було побудовано та успішно утримувався повноцінний батальйонний район оборони на Кремінському напрямку.
Наприкінці липня 2024 року 2-й Інтернаціональний Легіон оборони України зайняв позиції під населеним пунктом Терни де тримав оборону до виведення на відновлення боєздатності на початку серпня 2022 року.
У жовтні 2-й Інтернаціональний Легіон оборони України, після відновлення боєздатності, було відправлено на Східний фронт.
19.11.2024 полковник Руслан Мирошниченко передав посаду командира батальйону майору Олександру Якимовичу у звʼязку зі звільненням з лав Збройних Сил України за станом здоровʼя з правом носіння військової форми одягу та повернувся до громадської діяльності у сфері соціальної реабілітації ветеранів.

## Українські й іноземні відзнаки і нагороди
Державна — Медаль «Захиснику Вітчизни»;
Відзнаки Міністерства оборони України:
- «Воїн-миротворець»;
- «Знак пошани»
- «За зразкову службу»
- «10 років сумлінної служби»
- «20 років сумлінної служби»

Відзнака Головнокомандувача:
- «Сталевий хрест»

Відзнаки Генерального Штабу Збройних Сил України:
- «За досягнення у військовій службі»
- «Учасник АТО»

Відзнаки Командувача Сухопутних військ Збройних Сил України:
- Нагрудний знак «Сухопутні війська України»
- «За особливу службу — другого ступеня»

Відзнака Командувача Об'єднаних сил:
- «Козацький Хрест першого ступеня»

Медаль командира багатонаціональної дивізії «Центр-Південь» Коаліційних військ в Іраку:
- «За службу у складі багатонаціональної дивізії "Центр-Південь" Коаліційних військ в Іраку»

Відзнака Митрополита Єпіфанія:
- Медаль Православної Церкви України «За жертовність та любов до України»